# انتخابات الرئاسة الهندية 1977
انتخابات الرئاسة الهندية 1977 هي الانتخابات الرئاسية التي جرت في 6 أغسطس 1977، في الهند، لانتخاب رئيس الهند، فاز بالانتخابات نيلام سانجيفا ريدي.